# Gagea afghanica
Gagea afghanica är en liljeväxtart som beskrevs av Achille Terracciano. Gagea afghanica ingår i Vårlökssläktet och i familjen liljeväxter. Inga underarter finns listade.
Denna växt förekommer i centrala Asien i Afghanistan, Iran, Kazakstan, Kirgizistan, Turkmenistan och Uzbekistan. Den hittas i kulliga områden mellan 200 och 620 meter över havet. Gagea afghanica växer i klippiga områden med låg växtlighet.
För beståndet är inga hot kända. Hela populationen antas vara stabil. IUCN listar arten som livskraftig (LC).